# 柳承敏
柳承敏（ユ・スンミン、Ryu Seung Min、1982年8月5日 - ）は、大韓民国の元男子卓球選手、現韓国ナショナルチームコーチ。アテネオリンピック男子シングルス金メダリスト。オリンピック男子史上2人目のトリプルメダリスト（金銀銅）である。（男女通算では4人目）

## 略歴
京畿道富川市出身。幼いころから韓国国内では「神童」とよばれており、1997年世界選手権マンチェスター大会に14歳の若さで出場。1999年にはアジアジュニア選手権を優勝し、翌2000年のシドニーオリンピックの代表にも選ばれダブルスではベスト4に入る。2004年アテネオリンピックでは準決勝でヤン＝オベ・ワルドナーを、決勝で王皓を下しシングルス金メダルを獲得した。
金メダルを獲得した後、マスコミの取材などによって練習時間がとれなくなりしばらくラケットを握っていなかった。その結果調子を大幅に落とし、2005年世界選手権上海大会ではシングルスで優勝候補に挙げられながらも2回戦で姿を消した。2006年頃から調子を取り戻し、フットワーク、ドライブにもキレが戻りはじめ、2007年世界選手権ザグレブ大会ではシングルスで銅メダルを獲得するも、その後は怪我や年齢のせいもあり段々と実力は落ちていった。
2011年のロッテルダムで行われた世界選手権（個人戦）では第一シードの王皓にフルセットの大激戦を繰り広げたが、惜しくも敗れロンドンオリンピックシングルス代表への切符を手にすることができなかった。しかし、その後団体戦の3人目の代表に決定し、大会では銀メダルを獲得した。
2013年の韓国オープンを最後に韓国代表を引退し、ブンデスリーガからも2013-2014シーズンを最後に退き選手としての現役を引退した。その後はアメリカへ留学する予定だったが、低迷している韓国チームのために留学を延期し韓国ナショナルチームのコーチに就任した。
2018年現在、韓国卓球協会副会長、IOCメンバー(卓球界発の選手出身のメンバー)。

## プレースタイル
日本式ペンホルダーの選手。裏面にはラバーを貼らず、表面だけを使う韓国の伝統的なプレー。速いフットワークを活かした回り込みなどのダイナミックなプレーと体を目一杯使ったパワードライブが特徴であり、現役時代は世界最速のドライブの使い手と言われていた。
フットワークが衰えはじめた現役終盤はバックハンドのブロックを軸としたプレースタイルに切り替えた。

## 主な戦績
- 2000年
  - シドニーオリンピック 男子ダブルス4位（李哲承と）
- 2001年
  - 第46回世界選手権大阪大会 男子団体3位
- 2003年
  - アジア選手権バンコク大会 男子シングルス ベスト4
- 2004年
  - アテネオリンピック 男子シングルス金メダル
    - アテネオリンピックでは、決勝で王皓の裏面ドライブを狙い撃ちする戦術で優勝したが、王皓を破ったのはこのときが初めて、その他の王皓との試合は負けている。第15回アジア競技大会の時点で、王皓との対戦成績は10戦1勝9敗である。

  - 第47回世界選手権ドーハ大会 男子団体3位
- 2005年
  - アジア選手権済州島大会 男子ダブルス ベスト4、男子団体準優勝
- 2006年
  - 第48回世界選手権ブレーメン大会 男子団体準優勝
- 2007年
  - 第49回世界選手権ザグレブ大会 男子シングルス3位
    - 準決勝で王励勤と対戦し、「今大会におけるベストマッチ」と評されるほどの大激戦を繰り広げ、最終セットまでもつれ込むが敗れた。

  - 男子ワールドカップ（バルセロナ） 準優勝
- 2008年
  - 北京オリンピック 男子団体銅メダル
  - 第49回世界選手権広州大会 男子団体準優勝
- 2010年
  - 第50回世界選手権モスクワ大会 男子団体3位
- 2012年
  - 第51回世界選手権ドルトムント大会 男子団体3位
  - ロンドンオリンピック 男子団体銀メダル